# The Ridah
The Ridah — дев'ятий студійний альбом американського репера Spice 1, виданий лейблами Activate Entertainment і Independent Warrior Entertainment 8 червня 2004 р. Виконавчі продюсери: Дж. Будда, Сем Орозко-старший, Spice 1. Зведення: Сем Орозко-старший. Мастеринг, зведення: Дж. Будда. Звукорежисер: Річард Найлс. Фото: SectionEi8ht Graffix, Shemp.

## Список пісень
1. «Work It Tonite» — 3:59
2. «Cutthroat Game» — 4:10
3. «Still Here» — 3:53
4. «Behind Closed Doors» — 3:56
5. «Gangbang Music» (з участю Tha Eastsidaz) — 4:09
6. «Reckless Eyeballin'» — 3:40
7. «Nature to Ride» — 3:43
8. «Kizz My Azz» — 3:22
9. «Pimp Pizzle» (з участю Dru Down) — 4:33
10. «Cutthroat Game, Pt. 2» — 3:54
11. «Boomin Pistols» — 3:04
12. «Thug World» (з участю Kurupt) — 3:26
13. «1 in a Million» — 3:20
14. «U Gotta Take It (One Day at a Time)» (з участю 2Pac) — 3:55
15. «Behind Closed Doors, Pt. 2» — 4:02
16. «I'm a Boss» — 3:51
17. «Pimp Pizzle (Radio Mix)» (з участю Dru Down) — 4:33

## Чартові позиції
| Чарт (2004)               | Найвища позиція |
| ------------------------- | --------------- |
| US Top R&B/Hip-Hop Albums | 89              |